# Rathdrum (Irland)
Rathdrum (irisch Ráth Droma; dt.: „Erdwerk auf dem Bergrücken“) ist ein Dorf im County Wicklow im Osten der Republik Irland. Die Einwohnerzahl Rathdrums wurde bei der Volkszählung 2022 mit 2264 Personen ermittelt, womit sich die Einwohnerzahl seit 1991 etwa verdoppelt hat.

## Lage
Rathdrum liegt etwa 18 Kilometer südwestlich von Wicklow am Fluss Avonmore, der auch den südlich gelegenen Avondale Forest Park mit dem Avondale House durchquert.
Der Bahnhof von Rathdrum liegt an der Bahnstrecke von Dublin nach Wexford. Im Ortszentrum am Parnell National Memorial Park kreuzen sich die R752 und die R755.

## Sehenswürdigkeiten
- 1983 wurde hier der Clara Lara Fun Park eröffnet, ein Sommerfreizeitpark nordnordwestlich von Rathdrum am Avonmore, der sich über nahezu 8 Hektar erstreckt
- St Saviour’s Church

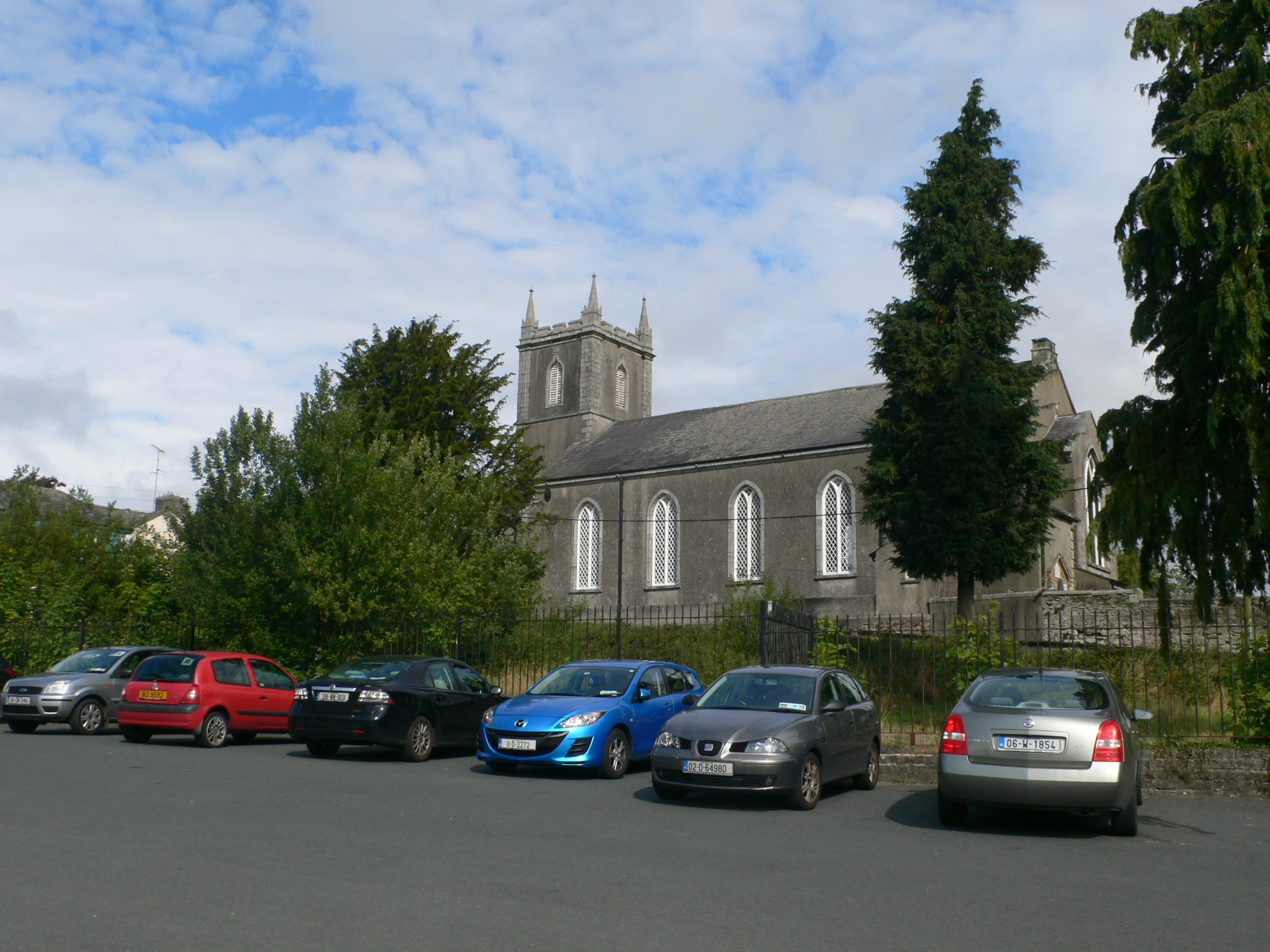
St. Saviour’s Church
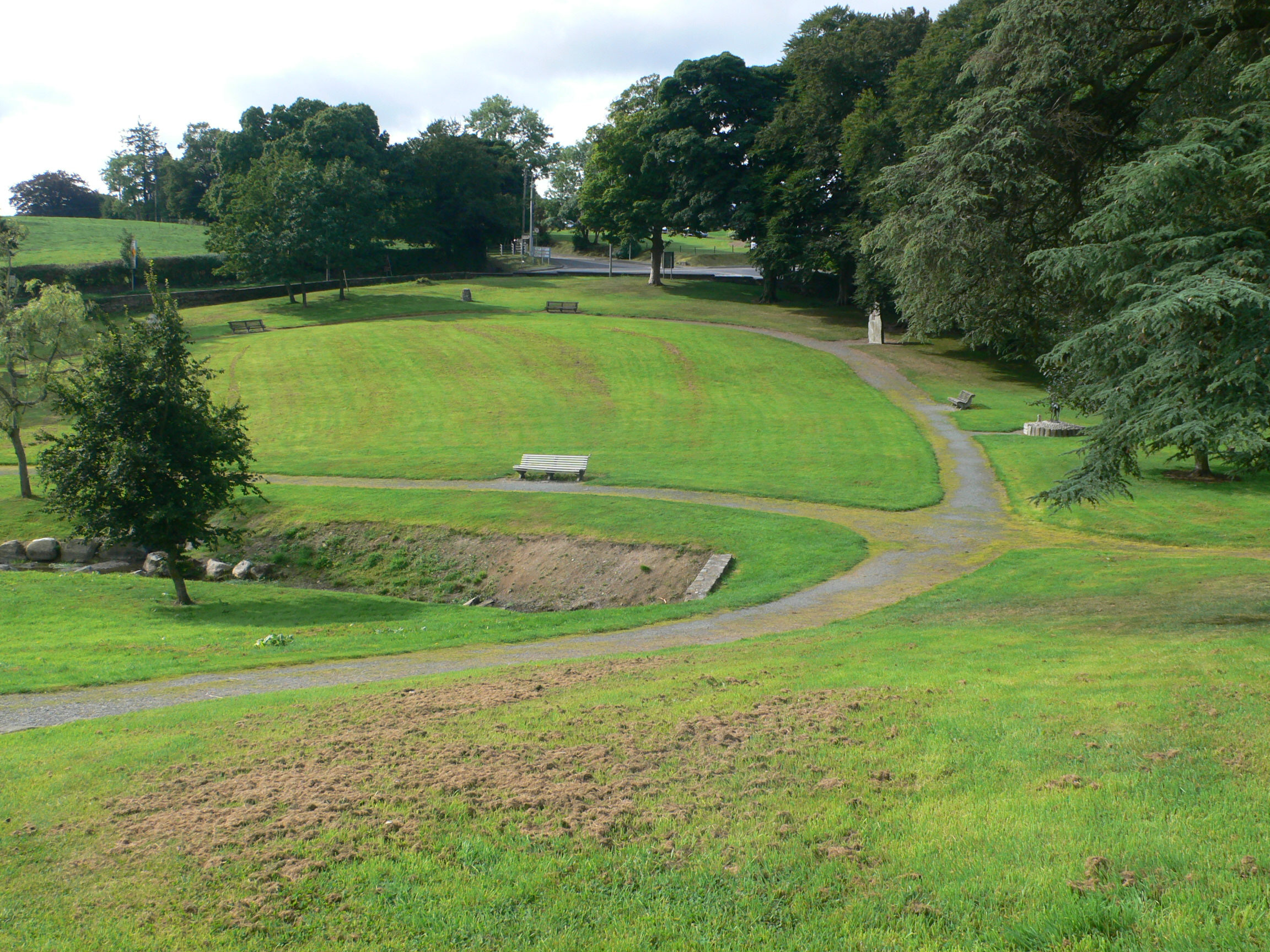
Parnell National Memorial Park

## Persönlichkeiten
- Anne Devlin (1781–1851), Republikanerin
- Patrick Moran (1823–1895), erster Bischof von Dunedin, Neuseeland (1869–1895), zuvor Apostolischer Vikar der Kapkolonie
- Daniel Tallon (1836–1908), Lord Mayor of Dublin, Wein- und Spirituosenhändler
- Charles Stewart Parnell (1846–1891), Politiker
- Fanny Parnell (1848–1882), Gründerin der Ladies’ Land League
- Anna Catherine Parnell (1852–1911), Anführerin der Ladies’ Land League
- James Everett (1894–1967), Politiker, Justizminister